# 青柳 (国立市)
青柳（あおやぎ）は、東京都国立市の町名。現行行政地名は青柳と青柳一丁目から青柳三丁目。郵便番号は186-0013。

## 地理
町の南側を多摩川が流れる。

### 河川
- 多摩川

## 世帯数と人口
2021年（令和3年）12月1日現在の世帯数と人口は以下の通りである。
| 大字      | 世帯数  | 人口    |
| --------- | ------- | ------- |
| 青柳      | 10世帯  | 24人    |
| 青柳1丁目 | 927世帯 | 1,983人 |
| 青柳2丁目 | 792世帯 | 1,408人 |
| 青柳3丁目 | 816世帯 | 1,414人 |

## 小・中学校の学区
市立小・中学校に通う場合、学区は以下の通りとなる。
| 番地 | 小学校                 | 中学校                 |
| ---- | ---------------------- | ---------------------- |
| 全域 | 国立市立国立第六小学校 | 国立市立国立第二中学校 |

## 交通

### 鉄道
町内に鉄道駅はない。

### 道路
- 一般都道
  - 東京都道256号八王子国立線

## 施設
- 西友青柳店
- ケーヨーデイツー 国立青柳店
- 国立南ゴルフセンター